# 카를로 1세 말라테스타

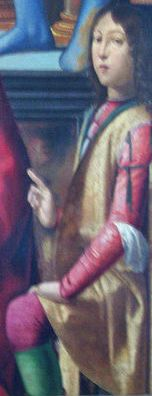
카를로 1세 말라테스타

카를로 1세 말라테스타(Carlo I Malatesta, 1368년 6월 - 1429년 9월 13일)는 롬바르디아 전쟁 시기의 이탈리아 콘도티에로이자 리미니, 파노, 체세나, 페사로의 군주이다. 그는 강력한 말라테스타 가문 출신이다.
카를로 1세는 수 많은 전투에서 싸웠던 판돌포 3세와 안드레아 말라테스타의 형제이다.
1385년 그는 교황 우르바노 6세에 의해 로마냐 대리인으로 임명되었고, 2년 뒤, 곤팔로니에레가 되었다.
1390년 그는 알베리코 다 바르비아노가 이끄는 볼로냐군을 격퇴시켰다. 그의 초기 콘도티에로 경력에서, 그는 몬테펠트로 가문가 싸웠지만, 이후에는 이중 결혼을 통해서 동맹을 맺었다.
1397년 그는 피렌체와 베네치아에 전통적인 동맹인 교황령이 결성한 반-비스콘티 동맹군의 사령관으로 임명되었다. 그의 형제 판돌포가 성지를 떠나던 1401년에, 카를로는 브레시아 공성전에서 피렌체군을 무찌르고, 개인적으론 오스트리아의 레오폴트를 사로 잡고 잔 갈레아초 비스콘티의 밀라노를 지났다. 나중에 그는 볼로냐에서 교황군을 이끌며 비스콘티 가문과 싸우게 된다.
1406년 그는 밀라노 총독으로 임명됐지만, 그의 충성심은 1년밖에 지속되지 못 했다. 1409년부터 카를로는 끊임없이 교황령을 위해 일했고, 교회군 총사령관인 것만이 아니라 외교관이기도 하였다. 그 당시에 3명의 교황이 존재가 만들어낸 혼란스러운 상황에서, 그는 콘스탄츠 공의회에서 폐위 될때까지 카를로가 군주로 있던 리미니에 갖혀있던 교황 그레고리오 12세을 후원했다. 사임서는 카를로가 낭독하였다.
1412년에 베네치아 군의 카피타노 제네랄레 (총사령관)가 되어, 지기스문트 왕의 헝가리 침입에 맞서 싸웠다. 하지만 그는 모타 전투에서 부상을 입어, 그의 자리를 판돌포에게 넘겨준다.
1416년 7월 12일, 말라테스타는 산테지디오 전투에서 브라초 다 몬토네에게 패배했고, 부상과 함께 포로로 잡혔다. 판돌포는 보석금으로 80,000 두카트를 지불했다. 이후에, 그의 영지는 비스콘티 군대에 침략당한다. 카를로는 포를리와 그라나다를 잃었고, 이후에 벌어진 차고나라에서 패배하고 만다. 다시 포로로 잡힌 그는 밀라노 공작 필리포 마리아 비스콘티의 손님으로서 감금되었고, 나중에 그는 피해없이 풀려났다.
카를로의 아내는 엘리사베타 곤차가(Elisabetta Gonzaga)이며; 그들은 1386년 11월에 혼인했다. 카를로 말라테스타는 페사로의 군주 말라테스타 데이 소네티(Malatesta dei Sonetti)의 아들인 교황 마르티노 5세의 조카 딸 비토리아 콜론나(Vittoria Colonna)와 혼인했다. 기욤 뒤페의 발라드 "레벨리 부"(Resvellies Vous)가 1423년에 치러진 이 결혼을 위해 쓰여졌다.
말라테스타는 교황 마르티노 5세에게 그의 아들들의 리미니와 파노 영지의 합법적인 계승을 인정받고 1429년에 사망했다. 한편 말라테스타 데이 소네티의 아들들은 페사로를 받았고 조카인 도메니코는 체세나를 받았다.